# Angelina Hübner-Grün
Angelina Hübner-Grün, z d. Grün (ur. 2 grudnia 1979 w Duszanbe) – niemiecka siatkarka, grająca na pozycji przyjmującej i atakującej.

## Życie prywatne
Jej mężem jest były niemiecki siatkarz Stefan Hübner. W 2014 parze urodził się syn Jakob.

## Kariera
Wychowanka VC Borbeck. W kadrze narodowej zadebiutowała w 1997 roku. W sezonie 2009/2010 zajmowała się siatkówką plażową, jej partnerką była Rieke Brink-Abeler. W 2011 postanowiła wrócić do siatkówki halowej i została włączona do szerokiego składu reprezentacji Niemiec, przygotowującej się do Mistrzostw Europy. Podczas tego czempionatu została wicemistrzynią Europy, odnosząc największy sukces w swojej karierze reprezentacyjnej. Na zakończenie turnieju została wybrana najlepiej przyjmującą siatkarką.
Sezon 2011/2012 rozpoczęła w Bundeslidze, w drużynie Alemanii Aachen, ale w połowie sezonu przeniosła się do Dinama Moskwa. Od sezonu 2012/13 występowała Azerbejdżanie, w drużynie Rabita Baku.

## Sukcesy klubowe
Puchar Niemiec:
- 1997, 2000

Liga niemiecka:
- 1997
- 1998, 2000, 2001

Puchar Włoch:
- 2002, 2006, 2008

Puchar CEV:
- 2002, 2004

Superpuchar Włoch:
- 2002, 2004

Liga włoska:
- 2004, 2006
- 2005
- 2008

Liga Mistrzyń:
- 2005, 2007
- 2013
- 2006

Liga turecka:
- 2009

Puchar Rosji:
- 2011

Liga rosyjska:
- 2012

Klubowe Mistrzostwa Świata:
- 2012

Liga azerska:
- 2013

## Sukcesy reprezentacyjne
Grand Prix:
- 2002

Mistrzostwa Europy:
- 2011
- 2003

## Nagrody indywidualne
- 2006: Najlepsza serwująca Ligi Mistrzyń
- 2007: MVP Ligi Mistrzyń
- 2011: Najlepsza przyjmująca Mistrzostw Europy
- 2011: MVP Pucharu Rosji
- 2012: MVP rosyjskiej Superligi
- 2012: Najlepsza zagrywająca Klubowych Mistrzostw Świata

## Wyróżnienia
- Laureatka nagrody im. Ludmiły Bułdakowej w sezonie 2011/12
- Siatkarka roku w Niemczech – (2000, 2001, 2002, 2003, 2004, 2005, 2006, 2007)